# Argus As.II
L'Argus As.II era un motore aeronautico a 6 cilindri in linea raffreddato a liquido prodotto dall'azienda tedesco imperiale Argus Motoren GmbH nel 1914.
La sua sigla deriva dalla categorizzazione Idflieg vigente nell'Impero tedesco, che assegnava la denominazione in numeri romani in base alla fascia di potenza.
Il Gruppe II era quello assegnato ai motori nella fascia corrispondente ai 110 - 120 PS (82 - 89 kW) di potenza nominale erogata.

## Velivoli utilizzatori
Germania
- Albatros B.II [1]
- Halberstadt D.II [1]
- Halberstadt D.V

 Svizzera
- Häfeli DH-1 [3]
- Häfeli DH-2
- Häfeli DH-3 [2]
- Wild WT-1
- Wild "Spezial"